# Kostel Narození Panny Marie (Omšenie)
Kostel Narození Panny Marie je římskokatolický kostel ve slovenské obci Omšenie v okrese Trenčín. Byl postaven v první polovině 13. století v románském slohu a přebudovaný v roce 1802. Kostel je národní kulturní památkou.

## Obnova kostela
Správci farnosti se věnovali postupné rekonstrukci – nejdříve byly položeny dlaždice a vymalováno. Později farníci vyhotovili nové lavice, nové zařízení do sakristie a celý kostel zevnitř obložili dřevěným obkladem. V roce 1984 proběhla rekonstrukce střechy kostela a v roce 1986 byly odizolovány základy, vysušeny zdi a kostel získal novou omítku. Práce byly financovány z darů věřících a probíhaly většinou svépomocí. V roce 1997 byla v kostele vyměněna všechna okna a dveře.